# Hồi giáo Shia
Hồi giáo Shia (tiếng Ả Rập: شيعة Shī‘ah, thường đọc là Shi'a), là giáo phái lớn thứ hai của đạo Hồi, sau Hồi giáo Sunni. 
"Shia" là tên rút gọn của một thành ngữ lịch sử Shī‘atu ‘Alī (شيعة علي), nghĩa là người theo Ali, con rể của Muhammad, người được người Shia tin là người kế tục Muhammad.
Hồi giáo Shia được dựa theo kinh Quran và thông điệp của nhà tiên tri Muhammad chứng thực trong hadith được ghi nhận bởi Shia, và các quyển sách được coi là thiêng liêng đối với Shia (Nahj al-Balagha). Ngược lại với các dòng Hồi giáo khác, Shia tin rằng chỉ có Thiên Chúa có quyền chọn người đại diện để bảo vệ Hồi Giáo, Quran và sharia. Do đó, Shia xem Ali, con trai nuôi của Muhammad, được xem là người được kính trọng và được bổ nhiệm thiêng liêng, là người kế thừa hơp pháp của Muhammad, và là Imam đầu tiên. Trong nhiều thế kỷ sau khi Muhammad chết, Shia đã mở rộng học thuyết "Imami" này đối với gia đình Muhammad, Ahl al-Bayt ("the People of the House"), và những cá nhân nhất định trong số hậu duệ của ông, được gọi là Imams, những người mà họ tin rằng có quyền về tinh thần và chính trị trong cộng đồng, không thể sai lầm, và những đặc điểm gần như thần thánh khác.
Mặc dù có vô số phân nhánh của Shia, Hồi giáo Shia hiện đại được chia thành 3 nhóm chính: Twelver, Ismaili và Zaidiyyah. Twelver Shia (Ithnā'ashariyyah) là chi nhánh lớn nhất của Hồi giáo Shia, và từ Shia thường được dùng ngầm định để chỉ Twelvers Shia. Tính đến năm 2009 người Hồi giáo Shia chiếm 10-13% dân số Hồi giáo trên thế giới, người Shia gồm 11-14% dân số Hồi giáo ở khu vực Trung Đông-Bắc Phi, và từ 68% đến 80% của người Shia sinh sống ở bốn nước: Iran, Pakistan, Ấn Độ và Iraq.

## Từ nguyên
Từ Shia (tiếng Ả Rập: شيعة shīʻah /ˈʃiːʕa/) nghĩa là những người đi theo và là dạng từ rút gọn của cụm từ lịch sử shīʻatu ʻAlī (شيعة علي /ˈʃiːʕatu ˈʕaliː/), nghĩa là "những người theo Ali", "phe của Ali", hoặc "phe phái của Ali".
Từ Shia có nghĩa là "giáo phái" hay "phe". Các từ số nhiều là شيع, và số ít là شائع, Shaih, từ được Winston Churchill sử dụng trong một cuộc thảo luận về các hình thức tôn giáo của Iraq ngày nay.
Hiện nay, từ Shia dùng để chỉ những người Hồi giáo tin vào sự lãnh đạo của cộng đồng thời hậu Muhammad thuộc về Ali và những người kế nhiệm ông. Nawbakhti cho rằng Shia dùng để chỉ một nhóm người Hồi giáo mà tại thời điểm Mohammad và sau đó coi Ali là Imam và Caliph. Al-Shahrastani cho rằng Shia đề cập đến những người tin rằng Ali được Mohammad chỉ định như là người thừa kế, Imam và Caliph.

## Niềm tin

### Ali là người kế tục
Người Hồi giáo Shia tin rằng chỉ là một vị tiên tri được Thiên Chúa chỉ định, chỉ có Chúa mới có đặc quyền bổ nhiệm người kế vị tiên tri của mình. Họ tin rằng Thiên Chúa đã chọn Ali là người kế nhiệm của Muhammad, làm khalip đầu tiên (Khalifa, người đứng đầu nhà nước) của đạo Hồi. Những người Hồi giáo Shia tin rằng, Mohammad chỉ định Ali làm người kế nhiệm theo lệnh của Thiên Chúa.
Ali là em họ đầu tiên của Muhammad và là người thân cận nhất của ông. Ali cũng đã kết hôn với con gái của Muhammad (Fatimah). Ali cuối cùng trở thành caliph Hồi giáo (Sunni) thứ tư.
Sau cuộc hành hương chia tay, Muhammad đã ra lệnh tập hợp người Hồi giáo tại hồ Khumm và đó là nơi người Hồi giáo Shia tin rằng Muhammad đề cử Ali là người kế nhiệm ông. Buổi diễn thuyết tại hồ Khumm được thuật lại vào ngày 18 của Dhu al-Hijjah 10 AH theo lịch Hồi giáo (10 tháng 3 632 AD) tại một nơi gọi là Ghadir Khumm, nằm gần thành phố al-Juhfah, Ả Rập Xê Út.

## Các cộng đồng Shia

### Nhân khẩu học

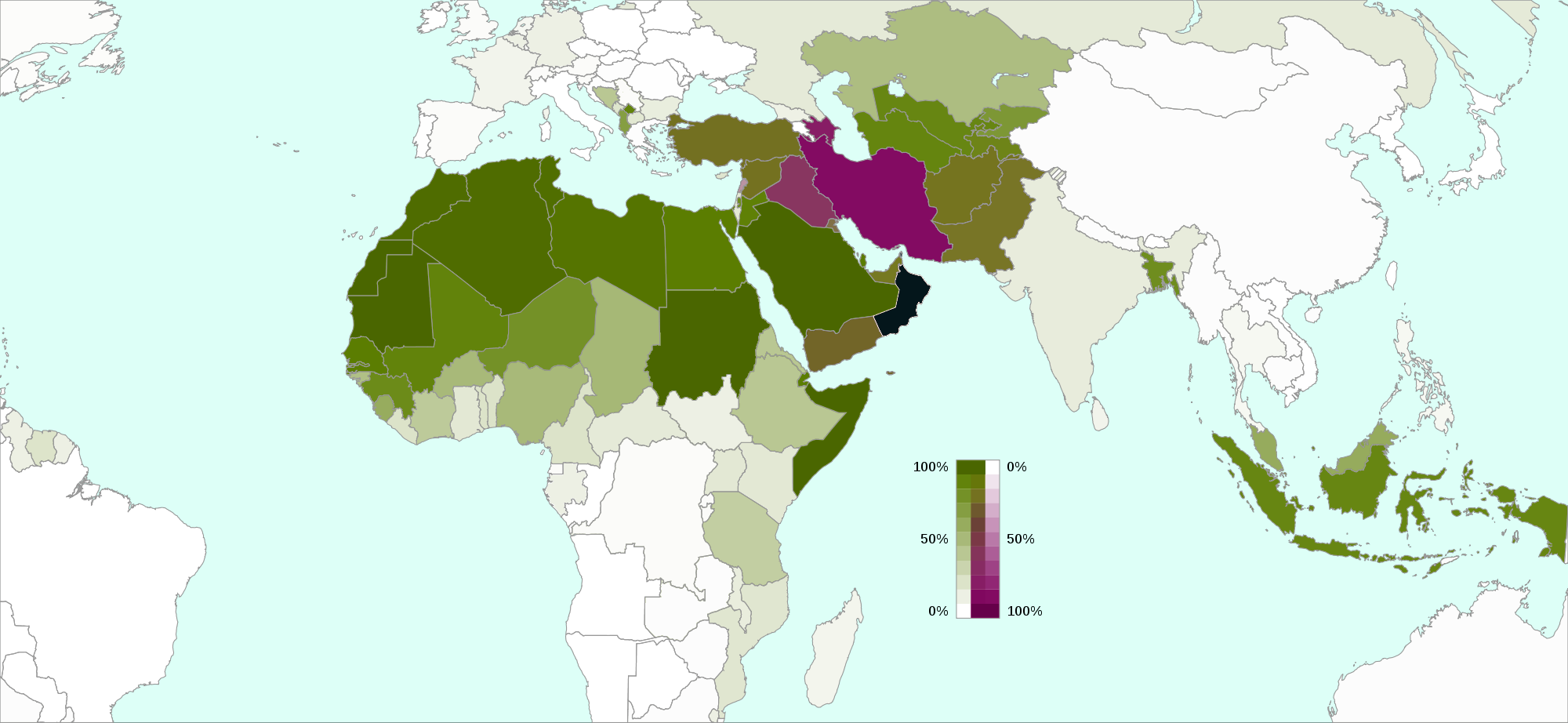
Hồi giáo theo quốc gia
Sunni
Shia
Ibadi

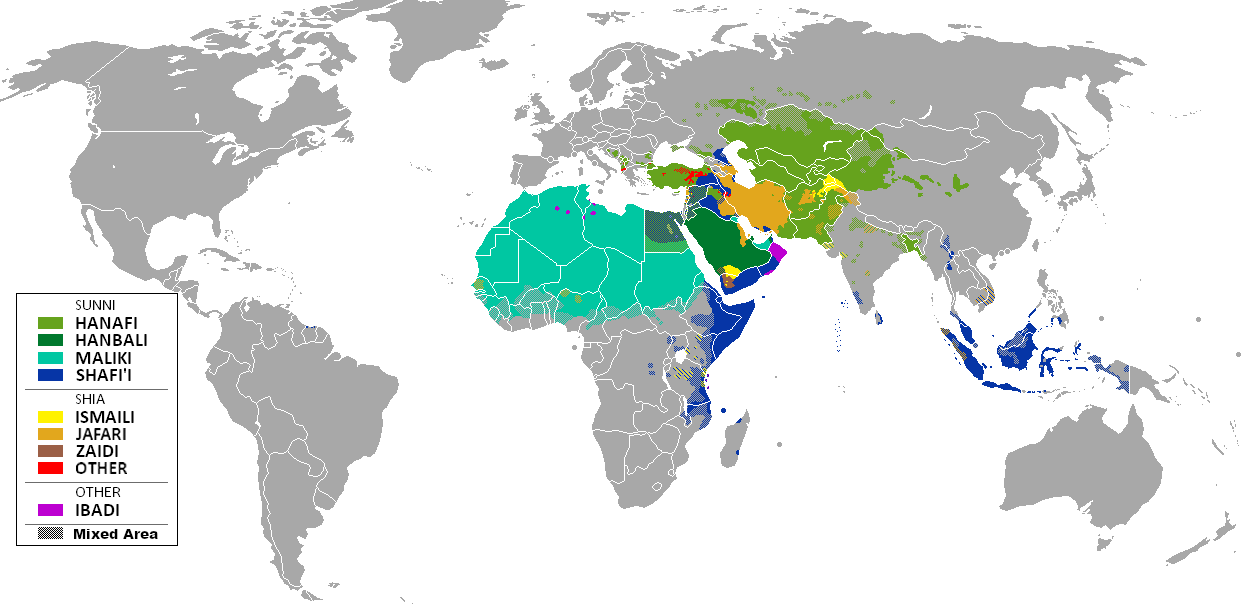
Phân bố của các nhánh Sunni và Shia

Theo thống kê, 10-20% tín đồ Hồi giáo là người theo Shi'a, đến 200 triệu tín đồ Hồi giáo Shi'a trên toàn cầu năm 2009. Họ sống chủ yếu ở các quốc gia Iran, Iraq, Azerbaijan và Bahrain Họ chiếm 36,3% toàn bộ dân số địa phương và 38,6% dân số theo đạo Hồi ở Trung Đông.
Hồi giáo Shia chiếm 30% dân số Lebanon, hơn 45% dân số Yemen, 30%-40% cư dân Kuwait (không có con số về những người không phải cư dân Kuwait), hơn 20% ở Thổ Nhĩ Kỳ, 10–20% dân số Pakistan, và 10-19% dân số Afghanistan.
Ả Rập Xê Út có nhiều cộng đồng Shia riêng biệt bao gồm Twelver Baharna ở tỉnh Đông và Nakhawila của Medina, và Ismaili Sulaymani và Zaidiyyah của Najran. Ước tính số công dân Shia vào khoảng 2 - 4 triệu, chiếm khoảng 15% dân số địa phương.
Các cộng đồng Shia đáng kể ở các vùng ven biển của Tây Sumatra và Aceh ở Indonesia (xem Tabuik). Sự hiện diện của người theo Shia là không đáng kể ở Đông Nam Á, nơi mà người theo đạo Hồi chủ yếu là Sunni.
Cộng đồng Shia thiểu số đáng kể có mặt ờ Nigeria, hình thành kỷ nguyên hiện đại chuyển đổi thành phong trào Shia tập trung quanh các bang Kano và Sokoto. Nhiều quốc gia châu Phi như Kenya, Nam Phi, Somalia, vv. cũng có những cộng đồng dân cư nhỏ của các dòng Shia khác nhau, chủ yếu là những người di cư từ Nam Á trong thời kỳ thuộc địa như Khoja.
Theo người Hồi giáo Shia, một trong những tồn tại trong việc ước tính dân số người Shia là trừ khi Shia hình thành một cộng đồng thiểu số đáng kể ở các quốc gia Hồi Giáo, toàn bộ dân số thường chỉ liệt kê là Sunni. Tuy nhiên, việc tính loại trừ là không đúng thực chất, và không chính xác đối với kích thức của mỗi dòng. Ví dụ, 1926 sự trỗi dây của Nhà Saud ở Ả Rập tạo ra phân biệt đối xử với Shia.

### Danh sách dân số theo Shia
Bảng bên dưới trong 3 cột đầu dựa theo số liệu tháng 10 năm 2009.
| Quốc gia                             | Số người theo Shi'a     | % dân số theo đạo Hồi là người Shi'a | % số dân Shi'a toàn cầu |
| ------------------------------------ | ----------------------- | ------------------------------------ | ----------------------- |
| Iran                                 | 66.000.000 - 70.000.000 | 90 - 95                              | 37 - 40                 |
| Pakistan                             | 17.000.000 - 26.000.000 | 10 - 15                              | 10 - 15                 |
| India                                | 16.000.000 - 24.000.000 | 10 - 15                              | 9 - 14                  |
| Iraq                                 | 19.000.000 - 22.000.000 | 65 - 70                              | 11 - 12                 |
| Thổ Nhĩ Kỳ                           | 7.000.000 - 11.000.000  | 10 - 15                              | 4 - 6                   |
| Yemen                                | 8.000.000 - 10.000.000  | 35 - 40                              | 5                       |
| Azerbaijan                           | 7.600.000               | 85                                   | 3 - 4                   |
| Afghanistan                          | 3.000.000 - 4.000.000   | 10 - 15                              | <2                      |
| Syria                                | 3.000.000 - 4.000.000   | 15 - 20                              | <2                      |
| Ả Rập Xê Út                          | 2.000.000 - 4.000.000   | 10 - 15                              | 1 - 2                   |
| Nigeria                              | 4.000.000               | 5                                    | <2                      |
| Libăng                               | 1.000.000 - 2.000.000   | 28 - 45                              | <1                      |
| Tanzania                             | 2.000.000               | 10                                   | <1                      |
| Kuwait                               | 500,000 - 700,000       | 20 - 25                              | <1                      |
| Đức                                  | 400,000 - 600,000       | 10 - 15                              | <1                      |
| Bahrain                              | 400,000 - 500,000       | 65 - 75                              | <1                      |
| Tajikistan                           | 400,000                 | 7                                    | <1                      |
| Các Tiểu vương quốc Ả Rập Thống nhất | 300,000 - 400,000       | 10                                   | <1                      |
| Hoa Kỳ                               | 200,000 - 400,000       | 10 - 15                              | <1                      |
| Oman                                 | 100,000 - 300,000       | 5 - 10                               | <1                      |
| Liên hiệp Anh                        | 100,000 - 300,000       | 10 - 15                              | <1                      |

### Đàn áp
Lịch sử quan hệ giữa Sunni-Shia từng diễn ra bạo lực, kể từ khi sự phát triển cạnh tranh của hai nhánh này. Quân sự được thành lập và giữ quyền kiểm soát chính phủ Umayyad, nhiều lãnh đạo Sunni đã đàn áp Shia như là mối đe dọa về cả quyền lực chính trị và tôn giáo.
Các lãnh tụ Sunni dưới Umayyad tìm cách cách ly nhóm thiểu số Shia, và sau đó Abbasid trở mặt với đồng minh Shia của họ và cầm tù, đàn áp, và giết họ. Sự đàn áp Shia diễn ra trong suốt lịch sử của người đồng tôn giáo Sunni từng được thể hiện qua các tàn bạo và diệt chủng. Chiếm chỉ khoảng 10–15% toàn dân số Hồi giáo, như Shia vẫn là cộng đồng chịu thiệt thòi cho đến ngày nay tại nhiều quốc gia đa số là người Hồi giáo Sunni Ả Rập mà không có quyền hành tôn giáo và tổ chức của họ.
Vào nhiều thời điểm khác nhau các nhóm Shia phải đối mặt với sự đàn áp. Năm 1514, sultan, Selim I của Ottoman đã ra lệnh thảm sát 40.000 Shia Anatolia. Theo Jalal Al-e-Ahmad, "Sultan Selim I đã thực hiện những điều này không lâu sau khi ông thông báo giết hại một người Shiite sẽ có thưởng như giết chết 70 người Công giáo." Năm 1801, quân đội Al Saud-Wahhabi đã tấn công và sa thải Karbala, một đền thờ Shia ở miền đông Iraq thờ cái chết của Husayn.
Tháng 3 năm 2011, chính phủ Malaysia đã tuyên bố Shia là "tà giáo" và cấm họ thúc đẩy niềm tin của họ đối với các người Hồi giáo khác, nhưng để họ tự do thực hiện niềm tin của họ.

## Mười hai Imam
1. ‘Alī ibn Abī Ṭālib (600–661), hay Amīru l-Mu'minīn "Commander of the Faithful" in Arabic and in Persian as Shāh-e Mardan "King of the Men"
2. Ḥasan ibn ‘Alī (625–669), hay Al-Hasan al-Mujtaba
3. Ḥusayn ibn ‘Alī (626–680), hay Al-Husayn ash-Shaheed
4. ‘Alī ibn Ḥusayn (658–713), hay Ali Zayn-ul-'Abideen
5. Muḥammad ibn ‘Alī (676–743), hay Muhammad al-Bāqir
6. Ja‘far ibn Muḥammad (703–765), hay Ja'far aṣ-Ṣādiq
7. Mūsá ibn Ja‘far (745–799), hay Mūsá al-Kāżim
8. ‘Alī ibn Mūsá (765–818), hay Ali ar-Riża
9. Muḥammad ibn ‘Alī (810–835), hay Muḥammad al-Jawad and Muḥammad at-Taqi
10. ‘Alī ibn Muḥammad (827–868), hay ‘Alī al-Ḥādī and ‘Alī an-Naqī
11. Ḥasan ibn ‘Alī (846–874), hay Hasan al Askari
12. Muḥammad ibn Ḥasan (868–?), hay al-Hujjat ibn al-Ḥasan, Mahdī, Imāmu l-Aṣr